# Sant’Angelo in Vado
Sant’Angelo in Vado – miejscowość i gmina we Włoszech, w regionie Marche, w prowincji Pesaro i Urbino, położona nad rzeką Metauro.
Według danych na rok 2004 gminę zamieszkiwało 3868 osób, 57,7 os./km².
Urodził tu się dyplomata papieski abp Torquato Dini.